# 장영준 (1961년)
장영준(張榮濬, 1961년 6월 19일 ~ )은 대한민국의 제9대 서울특별시 마포구의원이다.

## 학력
- 서울서교국민학교 졸업
- 경성중학교 졸업
- 신진과학기술고등학교 졸업
- 고려사이버대학교 경찰학과 경찰행정학사 졸업

## 경력
- 1984 ~ 2020 경찰직 공무원
- 연남파출소장
- 마포구 축구 60대 상비군 부단장
- 생활축구 망원 축구회 부회장
- 정청래 국회의원실 선임비서관
- 더불어민주당 서울특별시당 마포구 을 지역위원회 사무국장
- 더불어민주당 서울특별시당 대변인
- 2025.04 ~ 제9대 서울특별시 마포구의회 의원
- 2025.04 ~ 제9대 서울특별시 마포구의회 후반기 복지도시위원회 위원

## 수상
- 더불어민주당 당대표 1급 포상 2회
- 녹조근정훈장 문재인 대통령 수여
- 국무총리 표창
- 행정안전부 장관 표창
- 1군단장 표창
- 경찰청장 표창
- 서울지방경찰청 표창
- 경찰서장 표창

## 역대 선거 결과
| 실시년도 | 선거       | 대수 | 직책   | 선거구                  | 정당         | 득표수  | 득표율          | 순위 | 당락 | 비고           |
| -------- | ---------- | ---- | ------ | ----------------------- | ------------ | ------- | --------------- | ---- | ---- | -------------- |
| 2025년   | 4·2 재보선 | 9대  | 구의원 | 서울 마포구 (다 선거구) | 더불어민주당 | 7,154표 | \| \| 64.46% \| | 1위  |      | 초선, 민선 8기 |
|          | 64.46%     |      |        |                         |              |         |                 |      |      |                |